# Al Ayre Español
Al Ayre Español è un'orchestra spagnola specializzata nel repertorio barocco della musica classica.

## Storia
È stata fondata a Saragozza nel 1988 dal suo direttore Eduardo López Banzo, l'orchestra esegue su strumenti d'epoca.
Al Ayre Español è presente nelle grandi sale da concerto e teatri del mondo: Koncerthaus Berlin, Théâtre des Champs Élysées, Wien Konzerthaus e Musikverein, Concertgebouw di Amsterdam, L'Opéra-Comique (Parigi), Library of Congress (Washington). Così come nei grandi Festival: Bachfest Leipzig, Festival de Radio France et Montpellier, Festival de Cuenca, Festival van Vlaanderen (Belgio), Internationale Festtage Alter Musik (Stuttgart), Festivales de Saintes, Ambronay e Beaune (Francia), Festival Cervantino (Messico), etc.
Le sue registrazioni hanno ricevuto onorificenze come la Editor's Choice di Gramophone (Londra), Choq Anual de Le Monde de la Musique, Diapason d'Or, 10 de Répertoire y Telerama (Francia), Fono Forum (Germania), CD Compact (Spagna),  e grazie al lavoro del suo direttore per il recupero del patrimonio musicale barocco spagnolo, il Premio Nacional de Musica de España nel 2004.

## Discografia
- 1994 - Barroco Español - Vol. I: "Mas no puede ser". Villancicos, cantatas et al. (Deutsche Harmonia Mundi, 05472-77325-2)
- 1995 - Barroco Español - Vol. II: "Ay Amor". Zarzuelas (Deutsche Harmonia Mundi, 05472-77336-2)
- 1997 - Barroco Español - Vol. III: "Quando muere el sol". Música penitencial en la Capilla Real de Madrid (Deutsche Harmonia Mundi, 05472-77376-2)
- 1998 - Antonio de Literes, Los Elementos. Ópera armónica al estilo italiano (Deutsche Harmonia Mundi, 05472 77385 2)
- 1999 - José de Torres, Cantadas. Spanish Solo Cantatas (18th century) (Deutsche Harmonia Mundi, 05472 77503 2)
- 1999 - Quarenta horas (Deutsche Harmonia Mundi, 74321-72619-2)
- 2001 - Antonio de Literes, Acis y Galatea (Deutsche Harmonia Mundi, 05472-77522-2)
- 2001 - José de Nebra, Miserere (Deutsche Harmonia Mundi, 05472 77532 2)
- 2003 - Antonio de Literes, Júpiter y Semele. Júpiter y Semele o El estrago en la fineza (Harmonia Mundi Ibérica, 987036.37, 2 CD)
- 2004 - Carlos Patiño, A Batallar Estrellas. Música de las Catedrales españolas del s. XVII (Harmonia Mundi Ibérica, 987053)
- 2005 - La Cantada Española en América (Harmonia Mundi Ibérica, 987064)
- 2006 - José de Nebra, Arias de Zarzuelas. Harmonia Mundi Ibérica 987069
- 2007 - Georg Friedrich Händel, Amadigi di Gaula. (Ambroisie, AM 133)
- 2008 - Georg Friedrich Händel, Rodrigo. (Ambroisie, AM 132)
- 2011 - José de Nebra, Esta dulzura amable. Sacred Cantatas (Challenge Classics)
- 2012 - Handel Memories. A selection from Grand Concertos op. 6 (Challenge Classics CC72548)
- 2015 - To all Lovers of Musick - Georg Friedrich Händel Sonatas Op. 5 (Challenge Classics CC72663)
- 2019 - Georg Friedrich Händel - Trio Sonatas Op. 2 (Challenge Classics 72797)